# Sais
Sais è il nome greco della località egizia detta Zau, situata sulla sponda orientale del ramo di Rosetta del Nilo. Il nome attuale della località è Sa el-Hagar.
Capoluogo del quinto distretto del Basso Egitto ebbe notevole importanza durante il periodo tardo quando divenne capitale dello stato sotto i sovrani della XXIV, XXVI e XXVIII dinastia.
Fin dalla I dinastia il sito fu importante come sede del culto di Neith.

Dal punto di vista archeologico della Sais egizia rimane ben poco a causa del deliberato smantellamento delle strutture messo in atto per secoli allo scopo di recuperare i materiali da costruzione.
Erodoto descrive la città come decorata da grandi obelischi da un lago sacro e da un imponente naos attribuito ad Ahmose II; mentre, ancora nel XIX secolo Lepsius riferisce di aver rilevato tracce delle fondamenta di un tempio all'interno della cinta muraria.
Secondo alcuni studiosi il tempio di Neith sarebbe stato smantellato solamente nel XIV secolo allo scopo di procurare materiale da costruzione per le città del Cairo e di Rosetta. La famosa Stele di Rosetta, l'iscrizione di epoca tolemaica che ha permesso la decifrazione dei geroglifici egizi, proverrebbe proprio da tale tempio.